# Babiche Roof
Babiche Roof (Hilversum, 2 juni 1993) is een Nederlands voetbalster die sinds 2017 speelt voor PEC Zwolle in de Eredivisie Vrouwen.

## Carrière
Roof begon met voetbal op 6-jarige leeftijd in de F-jeugd van SC 't Gooi. Ze doorliep de jeugd van de vereniging en nadat ze in seizoen 2009/10 in het eerste van 't Gooi gespeeld had maakte in de zomer van 2010 de overstap naar FC Utrecht om te gaan spelen in de Eredivisie Vrouwen. In 2011 werd ze uitgeroepen tot sportvrouw 2010 van de gemeente Hilversum. In 2012 stapte Roof over naar het nieuwe team van Ajax, na twee seizoenen verliet ze de club om te gaan spelen voor SC Telstar VVNH. Nadat de club in 2017 verhuisde naar Alkmaar, om verder te gaan als VV Alkmaar, verliet ze de club om te gaan spelen voor PEC Zwolle. Na het seizoen 2018–19 stopt ze met voetbal.

## Erelijst

### In clubverband
- Supercup: 2010 (FC Utrecht)

### Individueel
- Sportvrouw gemeente Hilversum: 2010

## Carrièrestatistieken
| Seizoen                    | Club            | Land            | Competitie          | Competitie | Competitie | Beker | Beker | Internationaal | Internationaal | Overig | Overig | Totaal | Totaal |
| Seizoen                    | Club            | Land            | Competitie          | Wed.       | Dlp.       | Wed.  | Dlp.  | Wed.           | Dlp.           | Wed.   | Dlp.   | Wed.   | Dlp.   |
| -------------------------- | --------------- | --------------- | ------------------- | ---------- | ---------- | ----- | ----- | -------------- | -------------- | ------ | ------ | ------ | ------ |
| 2010/11                    | FC Utrecht      | Nederland       | Eredivisie          | 10         | 1          | 0     | 0     | 0              | 0              | 0      | 0      | 10     | 1      |
| 2011/12                    | FC Utrecht      | Nederland       | Eredivisie          | 14         | 3          | –*    | 1*    | 0              | 0              | 0      | 0      | 14     | 4      |
| 2012/13                    | AFC Ajax        | Nederland       | BeNe League Orange  | 25         | 5          | 0     | 0     | 0              | 0              | 0      | 0      | 25     | 5      |
| 2013/14                    | AFC Ajax        | Nederland       | Women's BeNe League | 13         | 4          | 0     | 0     | 0              | 0              | 0      | 0      | 13     | 4      |
| 2014/15                    | SC Telstar VVNH | Nederland       | Women's BeNe League | 23         | 4          | –*    | 1     | 0              | 0              | 0      | 0      | 23     | 5      |
| 2015/16                    | SC Telstar VVNH | Nederland       | Eredivisie          | 23         | 8          | 0     | 0     | 0              | 0              | 0      | 0      | 23     | 8      |
| 2016/17                    | SC Telstar VVNH | Nederland       | Eredivisie          | 25         | 15         | 0     | 0     | 0              | 0              | 0      | 0      | 25     | 15     |
| 2017/18                    | PEC Zwolle      | Nederland       | Eredivisie          | 24         | 16         | 1     | 0     | 0              | 0              | 0      | 0      | 25     | 16     |
| 2018/19                    | PEC Zwolle      | Nederland       | Eredivisie          | 23         | 18         | 4     | 1     | –              | –              | –      | –      | 27     | 19     |
| Carrière totaal            | Carrière totaal | Carrière totaal | Carrière totaal     | 180        | 74         | 4*    | 3     | 0              | 0              | 0      | 0      | 184    | 77     |
| Bijgewerkt tot 13 mei 2019 |                 |                 |                     |            |            |       |       |                |                |        |        |        |        |